# Anna Bachofner
Pour l’article homonyme, voir Wolf Bachofner.
Œuvres principales
Martha's Weihnachtsfest (1874)
Mathildens Genesung (1876)
Vom Himmel hoch, da komme ich her! (1903-1906)
Anna Bachofner, née le 10 juin 1839 à Berne et morte le 2 février 1909 à Männedorf, est un écrivain suisse d'expression allemande.
Elle est notamment l'auteur du récit Mathildens Genesung, de contes de Noël et de plusieurs biographies de femmes.

## Biographie

### Origines et famille
Anna Bachofner naît Anna Buxtorf le 10 juin 1839 à Berne. Elle est originaire de Bâle. Son père, Johann Friedrich Buxtorf, est un commerçant. Elle grandit à Bâle.
Elle épouse en 1874 Heinrich Bachofner, enseignant et promoteur de la clinique suisse pour épileptiques de Zurich. Ils ont trois enfants, qui s'ajoutent aux six enfants survivants issus du premier mariage du mari. L'un de leurs trois enfants meurt peu après sa naissance.

### Activités
Elle dirige l'internat de l'école normale du quartier Unterstrass (de) de Zurich, dirigée par son époux de sa création en 1869 à 1897. 
Ils déménagent à Zoug à la retraite de son mari, où celui-ci meurt quelques semaines plus tard.

### Écriture
Elle écrit de nombreux récits, pour la plupart maintes fois réédités, notamment Mathildens Genesung en 1876, et des contes de Noël (Martha's Weihnachtsfest en 1874 et Vom Himmel hoch, da komm ich her!, quatre volumes parus de 1903 à 1906). 
Elle est également l'auteur de plusieurs biographies de femmes et de celle de son mari, parue en 1900.

### Mort
Elle meurt le 2 février 1909, à l'âge de 69 ans, à Männedorf, dans le canton de Zurich, où elle avait déménagé un an plus tôt.

## Œuvres

### Récits
- (de) Sieg der Liebe : Zwei Bilder aus dem Leben, Bâle, Jaeger & Kober, 1869
- (de) Schule und Leben : Eine Erzählung aus der Gegenwart, Bâle, 1872
- (de) Martha's Weihnachtsfest, Bâle, 1874, 2e éd.
- (de) Mathildens Genesung. Eine Erzählung aus einem Kinderspital, Bâle, Spittler, 1876
- (de) Schule und Leben : eine Erzählung aus der Gegenwart, Bâle, Jaeger & Kober, 1893, 3e éd., 119 p. (traduction : À l'école de la vie, Lausanne, 1882)
- (de) Der Weg zum Frieden : Eine Erzählung., Bâle, 1896
- (de) Schlichte Blätter, Bâle, Kober, 1903, 170 p.
- (de) Ein schwerer Jugendweg : Eine Erzählung aus dem Leben., Bâle, Kober, 1904, 100 p.
- (de) Für die Jugend, Bâle, Kober, 1903
- (de) Vom Himmel hoch, da komm ich her!, 1903-1906
- (de) Friede und Freude, Bâle, Kober, 1906, 108 p.

### Biographies
- (de) Madame Elisabeth von Frankreich (1764-1794) : Ein Lebensbild aus der letzten Königsfamilie der Bourbonen, Bâle, Kober, 1908, 168 p.
- (de) Heinrich Bachofner, Seminardirektor, Zurich et Winterthour, 1900-1901
- (de) Von edlen Frauen : Sechs Biographien, für die reifere Jugend zusammengestellt, Bâle, Friedrich Reinhardt (de), 1907, 192 p.

### Autres
- (de) Die Weihnachtsfeier in Haus und Schule : Lieder., Bâle, Kober, 1900, 4e éd., 29 p.